# Greater Manchester Police
Greater Manchester Police (GMP) – brytyjska formacja policyjna, pełniąca funkcję policji terytorialnej na obszarze całego hrabstwa metropolitalnego Wielki Manchester. Według stanu na 31 marca 2012, liczy 7498 funkcjonariuszy.

## Galeria

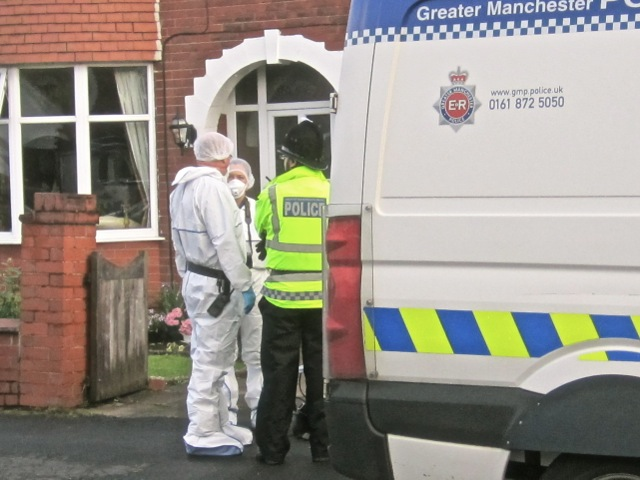
Grupa dochodzeniowa GMP na miejscu przestępstwa
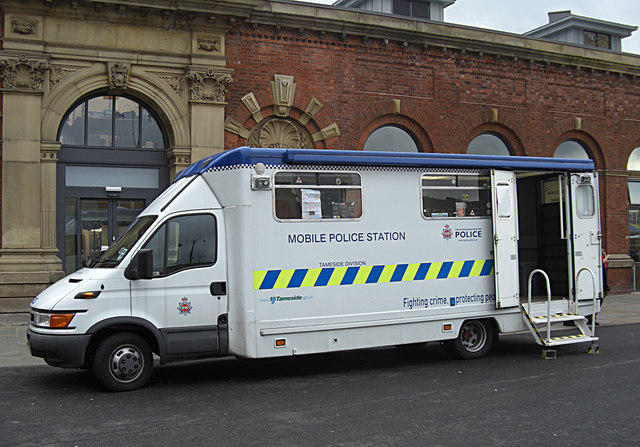
Mobilny posterunek GMP
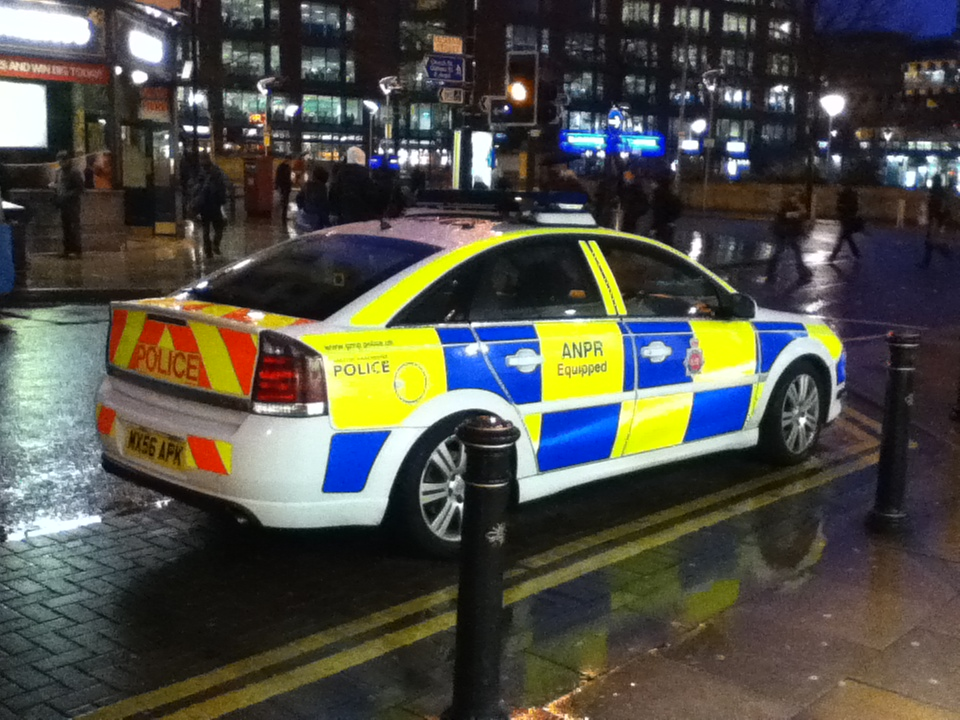
Vauxhall Vectra jako radiowóz GMP
- Klip wideo pokazujący interwencję GMP w czasie zamieszek w Salford